# Llista de col·leccionables publicats per Bimbo
Aquesta és una llista amb els col·leccionables publicats per Bimbo al llarg de la seva existència. La llista aplega col·leccions publicades per la filial catalana de la multinacional mexicana (amb seu a Granollers), ja siguin àlbums de cromos, d'adhesius, fitxes, diapositives o de qualsevol altra mena. No s'hi inclouen, però, col·leccions de llibres de receptes o similars, ni tampoc pins, adhesius ni cap altra mena de marxandatge promocional.
Les entrades estan classificades per tipus de col·leccionable i ordenades per data de publicació quan es coneix.
- Actualitzat a data 17/9/2015.

## Àlbums de cromos
- La vuelta al mundo con Bimbo (1967)
- Nuestro Mundo - Atlas ilustrado (1968)
- Nuestro Mundo 2 (1969)
- Nuestro Mundo 3 (1970)
- El porqué de las cosas (1971)
- El porqué de las cosas 2 (1972)
- El porqué de las cosas 3 (1973)
- El libro de las adivinanzas (1973)
- El libro de las adivinanzas 2 (1974)
- El show de la Pantera Rosa y el tigreton (1974)
- El mundo de las motos (1975)
- El mundo del automóvil (1976)
- Disney Bimbo (1977)
- Orzowei (1978)
- ZooBimbo (1978)
- El libro de los juegos (1979)
- La Vuelta Ciclista de Bimbo (1994)
- El porqué de las cosas (Reedició, 2005)

## Àlbums d'adhesius
- Bimborama (1972)
- Volar y saber (1974)
- La aventura del tren (1974)
- Lucky Luke (1976?)

## Col·leccions diverses
- Billetes del mundo (1974?)
- Bimbovision (1975?)
- Colección Inventos (1976?)
- Récords del mundo (1977?)

## Jocs
- Bimbola (1978?)
- El libro de los juegos (1979)